# 林肯縣 (奧克拉荷馬州)
林肯縣（英語：Lincoln County）是美國奧克拉荷馬州中部的一個縣。面積2,501平方公里。根據美國2000年人口普查，共有人口32,080人。縣治昌德勒 (Chandler)。
成立於1891年9月22日。縣名紀念第十六任總統亞伯拉罕·林肯。